# كاليب توماس وينشستر
كاليب توماس وينشستر (بالإنجليزية: Caleb Thomas Winchester)‏ هو أخصائي في الأدب أمريكي، ولد في 18 يناير 1847، وتوفي في 24 مارس 1920.